# ولادیمیر ولودنکوف
ولادیمیر ولودنکوف (روسی: Владимир Владимирович Володенков؛ زادهٔ ۲۵ آوریل ۱۹۷۲) قایقران روئینگ اهل روسیه است.